# Maison Bánd
La Maison Bánd (en hongrois : Bánd-ház) est un édifice situé dans le 7e arrondissement de Budapest.